# Cheotsarang
Cheotsarang (첫사랑?, lett. Primo amore; titolo internazionale First Love) è una serie televisiva sudcoreana trasmessa su KBS2 dal 7 settembre 1996 al 20 aprile 1997.

## Trama
Sung Chan-woo e Sung Chan-hyuk vivono nei sobborghi poveri di Seul insieme al padre, cercando di superare le difficoltà della vita. Quando Chan-woo scopre che la sua cotta del liceo, Hyo-kyung, sta uscendo con suo fratello maggiore Chan-hyuk, il suo cuore si spezza. Tra Hyo-kyung e Chan-hyuk, comunque, non va tutto per il meglio, poiché il ricco padre di lei, un gangster, non è contento che la figlia esca con un aspirante artista al verde, e decide di mettere fine alla relazione causando a Chan-hyuk un misterioso incidente che lo lascia paralizzato. Chan-woo, fino a quel momento uno studente di legge ribelle, decide di lasciar perdere la sua promettente carriera ed entrare nel mondo della mafia per far scontare alla famiglia di Hyo-kyung le sofferenze che la sua ha dovuto patire.

## Personaggi
- Sung Chan-woo, interpretato da Bae Yong-joon
- Sung Chan-hyuk, interpretato da Choi Soo-jong
- Lee Hyo-kyung, interpretata da Lee Seung-yeon
- Sung Chan-ok, interpretata da Song Chae-hwan
- Kang Suk-hee, interpretata da Choi Ji-woo
- Kang Suk-jin, interpretato da Park Sang-won
- Park Shin-ja, interpretata da Lee Hye-young
- Ju Jung-nam, interpretato da Oh Dong-pal
- Lee Jae-ha, interpretato da Jo Kyung-hwan
- Madre di Hyo-kyung, interpretata da Yoon Mi-ra
- Presidentessa Jun, interpretata da Jeon Yang-ja
- Madre di Shin-ja, interpretata da Park Jung-soo
- Park Hyung-ki, interpretato da Kim Tae-woo

## Distribuzioni internazionali
| Paese    | Canale/i | Prima TV | Titolo adottato    |
| -------- | -------- | -------- | ------------------ |
| Giappone | NHK      | 2005     | 初恋 (Primo amore) |